# Herb Ujazdu (województwo łódzkie)
Herb Ujazdu – jeden z symboli miasta i gminy Ujazd, ustanowiony 15 grudnia 2003.

## Wygląd i symbolika
Herb przedstawia na tarczy koloru błękitnego srebrny ceglany mur ze złotą bramą z czarnymi okuciami, a nad nim trzy srebrne wieże blankowane.